# Лиепайский театр
Лиепайский театр (латыш. Liepājas teātris) — старейший профессиональный латвийский драматический театр, основанный в 1907 году в Лиепае. До 1998 года носил названия: Лиепайский латышский театр (1907—1919), Лиепайский новый театр (1919—1934), Лиепайская городская драма и опера (1934—1940), Лиепайский городской театр (1941—1942), Лиепайская городская опера и драма (1942—1944), Государственный лиепайский музыкально-драматический театр (1945—1950 и 1957—1962), Государственный лиепайский драматический театр (1950—1957), Государственный лиепайский театр (1962—1998). Находится на ул. Театра, 4.

## История театра
В 1906 году группа ценителей театрального искусства основала Лиепайское латвийское драматического общество для организации в городе Лиепае постоянных театральных представлений. Помещение для представлений находилось в доме общества на улице Суворова, 2. Первоначально в труппе было задействовано 19 человек. Директором театра стал врач Э. Экштейн, один из членов инициативной группы. Первой постановкой нового театра стала пьеса А. П. Чехова «Дядя Ваня».
Начиная с сезона 1912/1913 года в театре начали ставить музыкальные спектакли. В годы Первой мировой войны театр не функционировал. В 1918 году театр переехал в недавно выстроенное архитектором К. Штандманисом в стиле неоклассицизма пафосное здание, предназначавшееся первоначально для Лиепайского немецкого театра.
В 1934 году состоялось объединение с Лиепайской оперой и создалась уникальная для истории латвийского театра ситуация, когда на одной сцене соседствовали представители всех жанров — драмы, мюзикла, оперетты, оперы и балета. Оперная труппа пользовалась творческой поддержкой работников Национальной оперы. После 1945 года часть оперного коллектива перешла на работу в Государственный театр оперы и балета Латвийской ССР, Театр музыкальной комедии и Латвийскую государственную филармонию. С 1950 года музыкальная часть была ликвидирована и театр остался только драматическим.
В разные годы в театре играли актёры: Волдемар Акуратерс, Рудольф Балтайсвилкс, Рихард Белте, Иза Бине, Интс Буранс, Эвалд Валтерс, Янис Грантиньш, Хелга Данцберга, Инара Калнарая, Анта Клинтс, Янис Мелдерис, Арнольд Милбертс, Улдис Пуцитис, Дзидра Ритенберга, Зигрида Стунгуре, Лолита Цаука.
Работали режиссёры: Арийс Гейкинс, Феликс Дейч, Ольгерт Дункерс, Дж. Дж. Джилинджер, Ольгерт Кродерс, Арнольд Лининьш, Карлис Марсонс.

## Главные режиссёры и художественные руководители театра
- Т. Подниекс (1908—1914)
- О. Муцениеце (1918—1921)
- А. Зоммерс (1921—1926)
- Ф. Роде (1926—1934)
- В. Силиниекс (1936—1940)
- Ж. Брасла (1950—1953)
- Н. Мурниекс (1953—1959)
- А. Мигла (1968—1974)
- О. Кродерс (1975—1989)
- Х. Лаукштейн (1989—1996)
- Я. Барткевич (1996—2004)
- Р. Аткочун (2005—2007)
- М. Эйхе (2009)

## Избранные постановки
- 1929 — «Треймейтенес» А. Вилнера и Х. Рейгерта на музыку Франца Шуберта
- 1931 — «Земля любви» Яниса Акуратерса
- 1932 — «Виктория и её гусар» Пала Абрахама
- 1932 — «Дама с камелиями» Александра Дюма-сына
- 1949 — «Мирандолина» Карло Гольдони
- 1949 — «Сын рыбака» по роману Вилиса Лациса
- 1950 — «Много шума из ничего» Уильяма Шекспира
- 1956 — «Дни портных в Силмачах» Рудольфа Блауманиса
- 1968 — «Принц и нищий» по роману Марка Твена
- 1971 — «Старики на уборке хмеля», мюзикл Вратислава Блажека и Ладислава Рихмана
- 1971 — «Дети Ванюшина» Сергея Найдёнова
- 1972 — «Ангелы ада» инсценировка повести Бориса Васильева «А зори здесь тихие»
- 1972 — «Любовь под вязами» Юджина О’Нила
- 1972 — «Рыбацкие рассказы» Е. Ансона
- 1973 — «Четвёртый позвонок, или Мошенник поневоле» Мартти Ларни
- 1973 — «Роза Бернд» Герхарта Гауптмана
- 1974 — «Кукольный дом» Генрика Ибсена
- 1974 — «С любимыми не расставайтесь» Александра Володина
- 1974 — «Продавец дождя» Н. Ричарда Нэша
- 1975 — «Злой дух» Рудольфа Блауманиса
- 1975 — «Шесть старых дев и один мужчина» Отара Иоселиани
- 1976 — «Наша новая учительница» Георгия Полонского
- 1978 — «Геда Габлер» Генрика Ибсена
- 1979 — «Ночная серенада» М. Ленгиела
- 1979 — «Сага о Форсайтах» по произведениям Джона Голсуорси
- 1979 — «Дикие люди» Екаба Яншевского
- 1980 — «Зимняя сказка» Уильяма Шекспира
- 1980 — «Где оборотень?» Е. Уоллеса
- 1981 — «Энергичные люди» Василия Шукшина
- 1982 — «Шесть маленьких барабанщиков» Адольфа Алунана
- 1983 — «Смотрите, кто пришёл!» Владимира Арро
- 1984 — «Виндзорские насмешницы» Уильяма Шекспира
- 1985 — «Айя» Яниса Яунсудрабиня
- 1985 — «Третье слово» Алехандро Касона
- 1985 — «Шальной барон Бундулс» Я. Зейболта
- 1986 — «Родина» Якоба Яншевского
- 1987 — «Земля зелёная» Андрея Упита
- 1989 — «Женитьба Путры Дауки» К. Иевиньша
- 1990 — «Кьоджинские перепалки» Карло Гольдони
- 1990 — «Ночная тьма» Робера Тома по роману Агаты Кристи
- 1996 — «Лилиом» Ференца Мольнара
- 2000 — «Вихрь женитьбы» Якоба Яншевского
- 2005 — «Хрустальная туфелька» Тамары Габбе